# Clarence Lucas
Clarence Lucas (Ontario, 19 octobre 1867 - Sèvres, 2 juillet 1947) est un compositeur, parolier, chef d'orchestre et professeur de musique canadien.

## Biographie
Lucas naît dans la réserve des Six-Nations, en Ontario. Il étudie avec Romain-Octave Pelletier l'Ancien, puis il enseigne au Conservatoire royal de musique de Toronto, à Utica, New York et est directeur musical à la Wesleyan Ladies College, à Hamilton, en Ontario. À Londres, il enseigne la composition, est correcteur pour les éditions Chappel. Il est également correspondant, puis rédacteur pour le magazine Musical Courier, plus tard, à New York et à Paris. À Sèvres, près de Paris, Clarence Lucas travaille à la pige en tant que transcripteur, arrangeur, auteur et traducteur. Il contribue également à Étude, un périodique musical.
Clarence Lucas dirige des œuvres de Georg Friedrich Haendel, Michael Costa, Edvard Grieg, George M. Cohan et d'autres. Il visite le Royaume-Uni en tant que chef d'orchestre pour l'opéra Peggy Machree (1904) en Irlande et aux États-Unis avec Peer Gynt de Grieg.
La première femme de Lucas est la pianiste anglaise, Clara Asher. Sa seconde épouse est également musicienne, Gertrude Pidd. Son fils est le compositeur et chef d'orchestre britannique Leighton Lucas (1903–1982).
Au début des années 1900, Lucas compose l’Ouverture de Macbeth, pour la pièce de Shakespeare. L'œuvre n'avait pas été jouée depuis près de cent ans, jusqu'en juillet 2018, lorsque la musique est orchestrée et enregistrée par l'orchestre Symphonova, à l'occasion du cent cinquantième anniversaire du Canada. L’Ouverture de Macbeth peut être trouvée sur la collection de La Patrie, Notre Canada, distribué par le Centre de musique canadienne.
Clarence Lucas est décédé le 2 juillet 1947 à Sèvres où il est enterré.

## Œuvre

### Compositions
En tant que compositeur, Clarence Lucas laisse de la musique pour voix, chœur, orgue, piano et orchestre, notamment des ouvertures, des cantates, des symphonies, des opéras, de la musique de chambre, des chansons de comédies musicales, des paroles de chansons populaires et des mélodies.
Ses œuvres remarquables incluent :
- The Money Spider (opéra, vers 1897)
- Ouverture de la pièce de Shakespeare, Comme Il vous plaira, (1899)
- Ouverture de Shakespeare, Macbeth, (1900)[5]
- Ouverture de Shakespeare, Othello
- Prélude et Fugue, opus 38
- The Birth of Christ (cantate, 1901)
- Peggy Machree (musique, 1904)
- La Chanson de Chansons (paroles, 1914)
- La Parfaite Chanson (paroles)

### Ouvrage
Clarence Lucas est l'auteur de The Story of Musical Form (Londres 1908).